# Special Olympics Bosnien und Herzegowina
Special Olympics Bosnien und Herzegowina (bosnisch/kroatisch/serbisch-lateinisch: Specijalna Olimpijada Bosne i Hercegovine, englisch: Special Olympics Bosnia and Herzegovina) ist der bosnisch-herzegowinische Verband von Special Olympics International. Sein Ziel ist die Förderung von Sport für Menschen mit geistiger Beeinträchtigung und die Sensibilisierung der Gesellschaft für diese Mitmenschen. Außerdem betreut er die bosnisch-herzegowinischen Athletinnen und Athleten bei den Special Olympics Wettkämpfen.

## Geschichte
Special Olympics Bosnien und Herzegowina wurde 1999 mit Sitz in Sarajevo gegründet.

## Aktivitäten
2019 waren 22.633 Athletinnen, Athleten und Unified Partner sowie 352 Trainer bei Special Olympics Bosnien und Herzegowina registriert.
Der Verband nahm 2019 an den Programmen Athlete Leadership, Young Athletes, Motor Activities Training Program (MATP), Health, Unified Schools und Unified Sports teil, die von Special Olympics International ins Leben gerufen worden waren.

### Sportarten
Folgende 13 Sportarten wurden 2019 vom Verband angeboten:
- Badminton (Special Olympics)
- Basketball (Special Olympics)
- Boccia (Special Olympics)
- Bowling (Special Olympics)
- Fußball (Special Olympics)
- Handball (Special Olympics)
- Judo
- Leichtathletik (Special Olympics)
- Ski Alpin (Special Olympics)
- Skilanglauf (Special Olympics)
- Schwimmen (Special Olympics)
- Tischtennis (Special Olympics)
- Volleyball (Special Olympics)

### Teilnahme an Weltspielen vor 2020
(Quelle: )
• 2007 Special Olympics World Summer Games, Shanghai, China (12 Athletinnen und Athleten)
• 2009 Special Olympics World Winter Games, Boise, USA (3 Athletinnen und Athleten)
• 2011 Special Olympics World Summer Games, Athen (14 Athletinnen und Athleten)
• 2013 Special Olympics World Winter Games, PyeongChang, Südkorea (2 Athletinnen und Athleten)
• 2015 Special Olympics World Summer Games, Los Angeles, USA (15 Athletinnen und Athleten)
• 2017 Special Olympics World Winter Games, Graz-Schladming-Ramsau, Österreich (16 Athletinnen und Athleten)
• 2019 Special Olympics, World Summer Games, Abu Dhabi (19 Athletinnen und Athleten)

### Teilnahme an den Special Olympics World Summer Games 2023 in Berlin
Special Olympics Bosnien und Herzegowina nahm an den Special Olympics World Summer Games 2023 teil. Die Delegation wurde vor den Spielen im Rahmen des Host Town Programms von der Region Aachen betreut. Das Team gewann bei diesen Weltspielen eine Goldmedaille, eine Silbermedaille und drei Bronzemedaillen.

### Teilnahme an Weltspielen nach 2023
- 2025 Special Olympics World Winter Games, Turin, Italien (8 Athletinnen und Athleten)[4]